# Эбута
Эбута — село в Хунзахском районе Дагестана. Входит в состав Танусинского сельсовета.

## Географическое положение
Село расположено на ручье Картаколо, на расстоянии 3,5 км к северо-западу от села Тануси, центра сельского поселения, и 6 км к северо-западу от села Хунзах, административного центра района.

## Население
| 1888 | 1895 | 1926 | 1939 | 1970 | 1989 | 2002 |
| ---- | ---- | ---- | ---- | ---- | ---- | ---- |
| 97   | ↗108 | ↗130 | ↗142 | ↘114 | ↗119 | ↗185 |
| 2010 | 2021 |      |      |      |      |      |
| ↘167 | ↘142 |      |      |      |      |      |

### Национальный состав
По данным Всероссийской переписи населения 2010 года, является моноэтничным аварским селом.